# Carlos Mejía (ur. 1997)
Carlos Alberto „Chapeta” Mejía Cruz (ur. 23 marca 1997 w San Pedro Sula) – honduraski piłkarz występujący na pozycji prawego obrońcy, reprezentant Hondurasu, od 2020 roku zawodnik Realu España.